# Petalidium currori
Petalidium currori är en akantusväxtart som beskrevs av George Bentham och Spencer Le Marchant Moore. Petalidium currori ingår i släktet Petalidium och familjen akantusväxter. Inga underarter finns listade i Catalogue of Life.